# مسجد مشربة أم إبراهيم
مسجد مشربة أم إبراهيم، روى ابن زبالة ويحيى من طريقه وابن شبة من طريق أبي غسان عن ابن أبي يحيى بن محمد بن ثابت ( أن النبي ﷺ صلى في مشربة أم إبراهيم )

## سبب التسمية
وسبب تسمية المسجد بهذا الاسم أي مشربة أم إبراهيم هو أن السيدة مارية القبطية ولدت سيدنا إبراهيم ابن النبي ﷺفيها وتعلقت حين ضربها المخاض بخشبة من خشب تلك المشربة.
والمشربة هي البستان، ويطن بعض المؤرخين أن ذلك البستان كان لمارية القبطية وهذا المسجد هو أطمه بالعوالي قد أحيط عليها باللبن بين النخيل ويطلق اسم المشربة على الغرفة الوحيدة، قال المجد: المشربة المذكورة مسجد شمال بني قريظة قريب من الحرة الشرقية في موضع يقال له الدشت أو الدشيت بين نخيل تعرف للأشراف القواسم من بني قاسم بن إدريس بن جعفر أخي الحسن العسكري يقال لهم القواسم لأن آل شعيب بن جماز منهم وبالقرب من دار بني الحارث بن الخزرج التي كان أبو بكر الصديق رضي الله عنه نازلا فيها بزوجته حبيبة ابنة خارجة وقبل ملكه أخت زيد بن خارجة ، وهذا المسجد والمشربة اليوم محاطة بسور وداخلها مقبرة معروفة بالعوالي.

## أصل المشربة
هي أحد بساتين مخيريق بن النضير، التي أوصى به وبغيره من أملاكه للنبيّ (صلى الله عليه وآله وسلم) بعد اشتراكه في غزوة أحد، وقتله فيها  - 
- جاء في سيرة ابن هشام [2] (قال ابن إسحاق: وكان ممّن قتل يوم أحد مخيريق: وكان أحد بني ثعلبة بن الغطيون قال: لمّا كان يوم أحد، قال: يا معشر اليهود، والله لقد علمتم أنّ نصر محمّد عليكم لحق، قالوا: إنّ اليوم يوم السبت، قال: لا سبت لكم، فأخذ سيفه وعدّته، وقال: إنْ أُصبت فمالي لمحمّد يصنع فيه ما شاء; ثمّ غدا إلى رسول الله (صلى الله عليه وآله وسلم)، فقاتل معه حتّى قُتل، فقال رسول الله (صلى الله عليه وآله وسلم) ـ فيما بلغنا ـ مخيريق خير يهود).

## الموقع
مشربة أُمّ إبراهيم:مكان هذه المشربة على امتداد شارع العوالي بعد مستشفى الزهراء الخاصّ، ثمّ اتّباع الشارع الأيسر المتّجه إلى مستشفى المدينة الوطني، وتبعد عن مستشفى الزهراء بمسافة تقدّر بسبعمائة متر، ويمكن للقادم من مسجد الفُقَير إلى العوالي الوصول إليها باتّخاذ الشارع الأيمن. وموقعها مقابل باب سور ضخم، مبنيّ بالطوب الأحمر، كُتبت عليه عبارة (إنتاج الميمني للطوب الأحمر)، وباب المشربة أخضر اللون، ويمكن من خلاله رؤية الربوة المرتفعة الواقعة في الوسء والتي هي أصل مكان المشربة. وكانت عبارة عن غرفة مبنيّة من الحجر، وفي أسفلها سلالم توصل إلى بئر فيه ماء .
وقد أُزيلت الغرفة قبل ست سنوات تقريباً، وأُبدل الباب الخشبي القديم بباب حديدي، ويصعب الدخول إليها في الوقت الحاضر إلاّ لأهل تلك المحلّة; لدفن بعض الموتى هناك.
وكانت السيدة مارية القبطية ـ رضي الله عنها ـ تسكن ذلك البستان، وفيه ولدت إبراهيم ابن النبي ﷺ، جاء في الدُرّ الثمين. (وقد صلّى النبي ﷺ في مشربة أُمّ إبراهيم في بعض زياراته لجاريته وسريته وأُمّ ولده (ماريا القبطية) وبُني في مكان صلاته مسجد في أيام عمر بن عبد العزيز والياً على المدينة).
وقيل: إنّ سبب تسميتها بمشربة أُمّ إبراهيم هو تعلقّ السيدة ماريا القبطية بخشبة من خشب تلك المشربة حين ضربها المخاض وقت ولادة إبراهيم.
وكان موقعها يُسمّى قديماً بالدشت أو الدشيت، وهو بين نخل تُعرف للأشراف القواسم، وهي نسبة إلى بني قاسم بن جعفر أخي الحسن العسكري  ، 

## في الحديث الشريف
- وَعَنِ ابْنِ أَبِي يَحْيَى، عَنْ يَحْيَى بْنِ إِبْرَاهِيمَ بْنِ مُحَمَّدِ بْنِ أَبِي ثَابِتٍ، " أَنَّ النبي ﷺصَلَّى فِي مَسْجِدِ الْفَضِيخِ ، وَفِي مَشْرُبَةِ أُمِّ إِبْرَاهِيمَ " (رقم الحديث: 200- حديث مرفوع).[8][9]

## مشربة أم إبراهيم
وهو بستان كانت مارية القبطية جارية رسول الله ﷺ وسريته تسكنه؛ وولدت فيه إبراهيم ابن النبي ﷺ، وقد صلى النبي ﷺ في مشربة أم إبراهيم في بعض زياراته لجاريته، وبني في مكان صلاته مسجد في أيام كان عمر بن عبد العزيز والياً على المدينة.
ويقع مسجد المشربة شمالي مسجد بني قريظة بالقرب من الحرة الشرقية، ويسمى مكانه قديماً بالدشت بين نخل عرف بالأشراف القواسم، ويمر سيل وادي مهزور من جنوبي المشربة بالقرب منه جداً، أما طريق مشربة أم إبراهيم في أيامنا هذه فهي طريق العوالي، حتى مستوصف الزهراء ثم الطريق اليساري المتجه إلى صالة مرحبا للأفراح، وعلى مسافة كيلو متر من مستوصف الزهراء ترى حائطاً على يسارك مغلقاً بداخله مبنى مسجد قديم هو مكان مشربة أم إبراهيم.

## ماذكره المؤرخون

### كتاب الدر الثمين
مشربة أم إبراهيم: إن مشربة أم إبراهيم بستان كانت مارية القبطية تسكنه؛ وضربها المخاض فيه بإبراهيم ابن النبي ﷺ وبه ولدته، هذا ماذكر الزين المراغي، وقد صلى النبي ﷺ في مشربة أم إبراهيم في بعض زياراته لجاريته وسريته وأم ولده (مارية القبطية) وبني في مكان صلاته مسجد في أيام كان عمر بن عبد العزيز والياً على المدينة، ويقع مسجد المشربة شمالي مسجد بني قريظة بالقرب من الحرة الشرقية، ويسمى مكانه قديماً بالدشت بين نخل عرف بالأشراف القواسم، ويمر سيل وادي مهزور من جنوبي المشربة بالقرب منه جداً، أي في مكان ورشة ابن وائل الآن، ويلتقي بسيل وادي مذينب في سهل شمالي الماجشونية (المدشونية)، ثم يصبان في بطحان في مجتمع الأسيال الصغير غربي المسجد المسمى حتى اليوم بمسجد عمر بن الخطاب، وسيأتي أنه ليس من المساجد الأثرية في العهد النبوي، فمذينب يمر في ديار بني النضير، وأما مهزور فإنه يمر في ديار بني قريظة، ويخترق الصافية ويمر بالمسجد النبوي، وفي عهد عثمان رضي الله عنه عتا سيله حتى هدد دور المدينة، فأمر عثمان رضي الله عنه بجعل ردم قوي يصد سيله عن المسجد النبوي وعن المدينة، وذلك بعد الصافية أي في موضع موقف السيارات اليوم شرقي البنك الفرنسي السعودي، فعاد السيل إلى وادي بطحان. وفي خلافة المنصور عام 156هـ سال مهزور سيلاً عنيفاً أخاف الناس على المدينة وعلى المسجد النبوي حتى هرب الناس منه، فخرج إليه الناس وحفروا لتحويل مجراه إلى بطحان، وكانوا قد سمعوا أن له مصرفاً قديماً فلما حفروا وجدوا ذلك المصرف، وفيه حجارة منقوشة فعرفوا أنه مصرفه القديم الذي كانوا يسمعون عنه، وهذا يعني أن أهل المدينة منذ القدم كانت لهم سدود تحجز الماء وردميات تحول مجاري السيل إذا خيف منها على الأحياء والمنازل وعلى المسجد النبوي الشريف بعد وصول المصطفى ﷺ إلى المدينة.
ودلتهم على مكان صرفه عجوز مسنة من أهل العالية، قالت: إنها كانت تسمع إذا خيف على القبر من سيل مهزور فاهدموا من هذه الناحية، وأشارت إلى القبلة، فلما هدموا وجدوا مصرفاً قديماً تحت الوادي إلى بطحان. وفي سيل مهزور وممره على مزارع في الحرة الشرقية حكم النبي ﷺ لمن يمر به السيل بأن يمسكه حتى يصل الماء إلى الكعبين؛ ثم يرسله ليسقي به غيره كما وقع في حكمه بين الزبير بن العوام وخصمه.
أما طريق مشربة أم إبراهيم في أيامنا هذه فهي طريق العوالي، حتى مستوصف الزهراء ثم الطريق اليساري المتجه إلى صالة مرحبا للأفراح، وعلى مسافة كيلو متر من مستوصف الزهراء ترى حائطاً على يسارك مغلقاً بداخله مبنى مسجد قديم هو مكان مشربة أم إبراهيم ابن النبي ﷺ التي ولد فيها، وكانت هذه المشربة أحد بساتين مخيرق بني النضير التي أوصى بها للنبي ﷺ حين أسلم؛ وذهب واستشهد في معركة أحد.
وقد قمت بزيارة مسجد مشربة أم إبراهيم في العاشر من شوال عام 1405 هـ، فوجدت جنوبيها بينها وبين الطريق الرئيس (شارع العوالي) ورشة لتصليح السيارات، وإلى الغرب منها بساتين وإلى الشمال منه منازل شعبية سكانها فيهم سمرة. وبإمكان القارئ عن المشربة أن يستدل عليها بالأوصاف المذكورة في الكتب. أما سبب إغلاقها فالظاهر أنه ارتكاب شيعة إيران البدع والمنكرات هناك مما جعل المسؤولين يأمرون بإغلاق هذا المكان بسور عظيم. فحبذا لو عملت أمانة المدينة على بقاء هذا المعلم الأثري الذي قوى احتمال أن النبي ﷺ صلى فيه أثناء زياراته لأم ولده مارية القبطية وأثناء زيارته لابنه إبراهيم رضي الله عنه.

### رسائل في آثار المدينة النبوية
مسجد مشربة أم إبراهيم (*)
هذه المشربة من صدقات الرسول ﷺ من أموال مخيريق التي انتهت إلى النبي ﷺ، ويقع هذا المسجد شمالي بني قريظة، وسميت مشربة أم إبراهيم لأن النبي ﷺ أنزلها هناك، وقد ولد إبراهيم ابن النبي في هذا الموضع، وكان الرسول ﷺ يختلف إليها ويصلي في مسجدها.
ومكان هذا المسجد معروف في طريق العوالي، ويوجد على الناحية الشمالية الشرقية من المسجد البديل الموضح في الصورة حوش كبير نسبيّاً بداخله مقابر، وبوسطه زيادة مرتفعة لعلها مكان البئر والمشربة والمسجد القديم. وموقع مسجد المشربة لا يوجد حوله مساجد، وهو على طريق رئيسية هي طريق العوالي، ومن المناسب جدّاً أن يبنى هذا المسجد للحي حوله، لمكانته وسبقه وصلاة الرسول فيه.

### تحقيق النصرة بتلخيص معالم دار الهجرة
قال ابن النجار: ومشربة أم إبراهيم -والمشربة: البستان- قال: وأظنه كان بستاناً لمارية، وقيل: إنما سميت مشربة أم إبراهيم لأنها ولدت فيها إبراهيم ابن النبي ﷺ، وتعلقت حين ضربها المخاض بخشبة من خشب البيت قاله ابن زبالة والله أعلم. وذكر ابن زبالة وتبعه ابن النجار أن النبي ﷺ صلى في مشربة أم إبراهيم عليه السلام، وهذا الموضع شمالي مسجد بني قريظة قريب من الحرة الشرقية في موضع يعرف بالدشت بين نخل يعرف بالأشراف القواسم.

### أخبار المدينة
مشربة أم إبراهيم:
قال ابن زبالة: ومشربة أم إبراهيم، والمشربة: البستان. قال: وأظنه كان بستاناً لمارية، وقيل إنما سميت مشربة أم إبراهيم لأنها ولدت فيها إبراهيم ابن النبي ﷺ وتعلقت حين ضربها المخاض بخشبة من خشب البيت. والله أعلم.
ذكر ابن زبالة وتبعه ابن النجار أن النبي ﷺ صلى في مشربة أم إبراهيم عليه السلام، وهذا الموضع شمالي مسجد بني قريظة قريب من الحرة الشرقية في موضع يعرف بالدَّشت بين نخل يعرف بالأشراف القواسم.
وروى ابن زبالة ويحيى من طريقه وابن شبة من طريق أبي غسان عن ابن أبي يحيى عن يحيى بن محمد بن ثابت أن النبي ﷺ ( صلى في مشربة أم إبراهيم).

### كَتاب تاريخ المدينة المنَّورة (أخبار المَدينَة النَبويَّة)
217- وعن ابن أَبي يحيى، عن يحيى بن إبراهيم بن محمد بن أَبي ثابت: أَن النبي ﷺ صلى في مسجد الفَضِيخ، وفي مشربة أُم إِبراهيم.
ج1/110-112
ما جاء في أموال النبي ﷺ وصدقاته ونفقاته بالمدينة وأعراضها
504- حدثنا محمد بن يحيى قال، حدثنا عبد العزيز بن عمران، عن عبد الله بن جعفر بن المسور، عن أَبي عون، عن ابن شهاب قال: كانت صدقات رسول الله ﷺ أَموالاً لِمُخيْرِيق اليهودي - قال عبد العزيز: بلغني أَنه كان من بقايا بني قَيْنُقاع - ثم رجع حديث ابن شهاب قال: وأَوصى مُخَيْرِيق بأَمواله للنبي ﷺ ، وشهد أُحُدًا فقُتِلَ به، فقال رسول الله ﷺ : ((مُخَيْرِيق سابق يهود، وسلمان سابق فارس، وبلال سابق الحبشة)) قال: وأَسماء أَموال مُخَيْرِيق التي صارت للنبي ﷺ : الدلال، وبرقة، والأَعواف، والصافِيَة، والمَيْثِب، وحُسْنَى، ومَشْرَبة أُم إِبراهيم.
فأَما الصافية والبرقة والدّلال والميِثِ، فمجاورات بأَعلى السورين من خلف قصر مروان بن الحكم، فيسبقها مَهْزُور. وأَما مشربة أُم إِبراهيم فيسقيها مَهْزُور، فإِذا خلفتَ بيتَ مدارس اليهود، فحيث مال أَبي عبيدة بن عبد الله بن زمعة الأَسدي، فمشربة أُمّ إِبراهيم إِلى جنبه، وإِنما سُمَّيت ((مشربة أُم إِبراهيم)) لأَن أُم إِبراهيم من رسول الله ﷺ ولدته فيها، وتعلقت حين ضربها المخاض بخشبة من خشب تلك المشربة، فتلك الخشبة اليوم معروفة في المشربة.
......
505- فحدثني عبد العزيز بن عمران، عن أَبان بن محمد البجلي، عن جعفر بن محمد، عن َأبيه قال: كانت ((الدلال)) لامرأَة من بني النضير، وكان لها سَلْمَان الفارسيّ، فكاتبته على أَن يُحْيِيهَا لها ثم هو حُرٌّ، فأَعلم ذلك النبي ﷺ ، فخرج إِليها فَجَلس على فَقِير، ثم جعل يحمل إِليه الوَدْي فيضعه بيده، فما عَدَت منها وَدْيَةٌ أَن أَطلعت. قال: ثم أَفاءها الله على رسوله ﷺ . قال: والذي تظاهر عندنا أَنها من أَموال النضير، ومما يدل على ذلك أَن مَهْزُورا يسقيها، ولم يزل يُسْمَع أَنه لا يسقي إلا أَموال بني النّضير.
قال: وقد سمنا بعض أَهل العلم يقول: إِن بَرْقَة والمَيْثب للزبير بن باطا، وهما اللتان غَرَس سَلْمَانُ، وهما مما أَفاء الله من َأموال بني قُرَيْظَة ويقال: كانت ((الدلاّل)) من أَموال بني ثَعْلَبَة من اليهود، و ((حُسْنى)) من أَموالهم، و((مشربة أُم إِبراهيم)) من أَموال بين قُرَيْظَة، و ((الأَعْواف)) كانت لخنافة اليهودي من بني قريظة، والله أَعلم أَي ذلك الحق، وقد كتبناه على وجهه كما سمعنا.
قال الواقدي: وقف النبي ﷺ ((الأَعواف)) و ((برقة)) و ((مَيْثَب)) و ((الدَّلال)) و ((حُسْنى)) و ((الصّافِية)) و ((مشربة أُم إِبراهيم)) سنة سبع من الهجرة.
506- قال، وقال الواقدي، عن الضحاك بن عثمان، عن الزهري قال: هذه الحوائط السبعة من أَموال بني النضير.
507- قال، وقال الواقدي، عن عبد الحميد بن جعفر، عن محمد بن إبراهيم بن الحارث، قال، حدثني عبد الله بن كعب بن مالك قال: قال مُخَيْريق يوم أُحُد: إن أُصِبْتُ فأَموالي لمحمد يضعها حيث أَراه الله، فهي عامة صدقات رسول الله ﷺ .
508- قال، وقال الواقدي، عن أَيوب، عن عثمان بن وثاب قال: ما هي إلا من أَموال بني النضير، لقد رجع رسول الله ﷺ من أُحْد ففرّق أَموال مُخَيْريق.

### التحفة اللطيفة في تاريخ المدينة الشريفة
مسجدُ مَشْرُبَةِ ماريَة: أمِّ إبراهيم بِالعوالي، شمالي الذي قبله، كان بُستاناً لها، وولدته عليه السلام به. ويقع هذا المسجد بالعوالي من المدينة، بين النخل وهوأَكَمة، وقد حُوِّط عليها بلَبِن. والمشربة هوالبستان. قال ابنُ النجَّار: وأظنه كان بستانا لمارية القبطية. - 

### تاريخ مكة المشرفة والمسجد الحرام والمدينة الشريفة والقبر الشريف
وأما مشربة أم إبراهيم بن سيدنا رسول الله ﷺ . فروى إبراهيم بن محمد بن يحيى بن محمد بن ثابت، أن النبي ﷺ صلى في مشربة أم إبراهيم عليه السلام. قال الحافظ محب الدين: هذا الموضع بالعوالي بين النخيل، وهو أكمة قد حوط حولها بلبن، والمشربة البستان، وأظنه قد كان بستاناً لمارية القبطية أم إبراهيم ابن النبي ﷺ . قال الشيخ جمال الدين: المشربة شمالي مسجد بني قريظة قريباً من الحرة الشرقية، في موضع يعرف بالدشت بين نخل يعرف بالأشراف القواسم من بني قاسم بن إدريس بن جعفر أخ الحسين العسكري؛ لأن آل شعيب بن جماز منهم، وصهيب بالقرب من دار بني الحارث بن الخزرج التي كان أبو بكر رضي الله عنه نازلاً فيها بزوجته حبيبة بنت خارجة وقيل: مليكة أخت ابن خارجة.

### المظاهر الحضرية للمدينة المنورة في عصر النبوة
مشربة أم إبراهيم
وعندما تزوج رسول الله بمارية القبطية (أم إبراهيم) أسكنها في بيت لحارثة بن النعمان. ولما اشتدت غيرة نسائه منها حولها إلى العالية، في موضع (مشربة أم إبراهيم)، وهي ضمن صدقات رسول الله التي كانت أموالاً لمخيريق اليهودي. وهذه المشربة قريبة من أطم بني زعوراء اليهود. ونحن لا نميل إلى إقامة أم إبراهيم في هذه المشربة باستمرار وذلك لبعدها عن مركز المدينة وبيوت رسول الله الأخرى، ولعل أم إبراهيم كانت تتردد إلى هذه المشربة وبخاصة في أيام الصيف وولدت فيها إبراهيم ابن رسول الله وقد نسب القرآن الكريم هذه البيوت تارة إلى رسول الله: ((لا تدخلوا بيوت النبي إلا أن يؤذن لكم)) وتارة إلى أزواجه: ((وقرن في بيوتكن........).

### المغانم المطابة في معالم طابة
ومنها مسجد أم إبراهيم، الذي يقال له مَشْرَبَةُ أم إبراهيم وهو مسجد بقباء شمالي مسجد بني قريظة، قريب من الحرة الشرقية في موضع يعرف بالدشت، بين نخل تعرف بالأشراف القواسم، من بني قاسم بن إدريس بن جعفر أخي الحسن العسكري لأن آل شعيب بن جماز منهم.
وعن يحيى بن إبراهيم وقيل عن إبراهيم بن محمد بن يحيى بن محمد بن ثابت أن النَّبِيَّ صَلَّى الله عَلَيْهِ وَسَلَّمَ صلى في مشربة أم إبراهيم عليه السلام.
قلت : ذرعته بطيلسان وكان طوله نحو عشرة أذرع وعرضه أقل منه بنحو ذراع، وليس عليه بناء / 227 ولا جدار ، وإنما هو عُرَيصة صغيرة على رُوَيبية بين تلك النخيل، وقد حُوِّط عليها برضم لطيف من الحجارة السود، وعلى شمالي المشربة دار متهدمة لم يبق من معانيها سوى بعض الجدران، ويظن بعض الناس أنه من بقايا دار [أبي]سيف القين، أو مبنى في مكان داره فيبادرون إلى الصلاة في بعض نواحيها، والله عز شأنه ينفعهم في ذلك بحسن النية والاعتقاد إنه الكريم المنان الجواد ، والذي يغلب على ظني أن ذلك بقايا أطم بني زعوراء الذي تقدم ذكره في باب تاريخ المدينة وآطامها ، فإن الزبير قال ما نصه : وكان بنو زعوراء عند مشربة أم إبراهيم ، ولهم الأطم الذي عندها . وبنوا زعوراء من قبائل اليهود الذين كانوا باقين حين نـزل عليهم الأوس والخزرج .

### عمدة الأخبار في مدينة المختار
مسجد مشربة (1) أم إبراهيم عليه السلام: روى ابن شبة وغيره أن النبي ﷺ صلى في مشربة أم إبراهيم وهي من صدقاته ﷺ الآتية، قال ابن شهاب بعد ذكر الصدقات؛ وأنها من أموال مخيريق: وأما مشربة أم إبراهيم فإذا خلفت بيت مدراس اليهود فجئت مال أبي عبيدة فمشربة أم إبراهيم إلى جنبه، والمشربة لغة: الغرفة، فكان ذلك المال يسمى باسمها، وإنما سميت مشربة أم إبراهيم لأن أم إبراهيم بن النبي ﷺ ولدت فيها، وتعلقت حين ضربها المخاض بخشبة من خشب تلك المشربة، اليوم معروفة انتهى.
قال المجد: وكان النبي ﷺ أسكن مارية هناك، وقال الزبير بن بكار: إن مارية ولدت إبراهيم عليه السلام بالعالية في المال الذي يقال له اليوم مشربة أم إبراهيم بالقف: قال المجد: والمشربة مسجد أي متخذ بالمحل المذكور شمالي مسجد بني قريظة قريب من الحرة الشرقية موضع يعرف بالدشت (2) بين نخيل يعرف بالأشراف القواسم من بني قاسم بن إدريس بن جعفر أخي الحسن العسكري. قلت: وذرعت هذا المسجد من القبلة إلى الشام أحد عشر ذرعاً، ومن المشرق إلى المغرب نحو أربعة عشر ذراعاً.
(1) هو مسجد معروف حتى اليوم بمشربة أم إبراهيم في العالية.
(2) الدشت: هو موضع معروف اليوم ((بالدشيت)) في العالية. وهو أرض كبيرة زراعية والقائم عليها اليوم الشيخ حمزة خاشقجي.